# Añatuya
Añatuya is een plaats in het Argentijnse bestuurlijke gebied General Taboada in de provincie Santiago del Estero. De plaats telt 20.261 inwoners.
Sinds 1961 is de stad de zetel van het rooms-katholieke bisdom Añatuya.

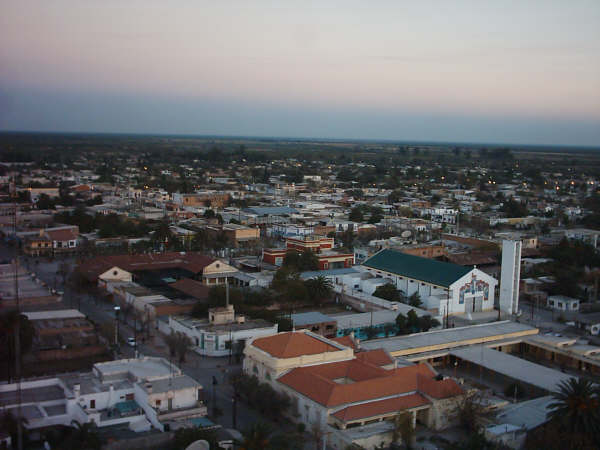
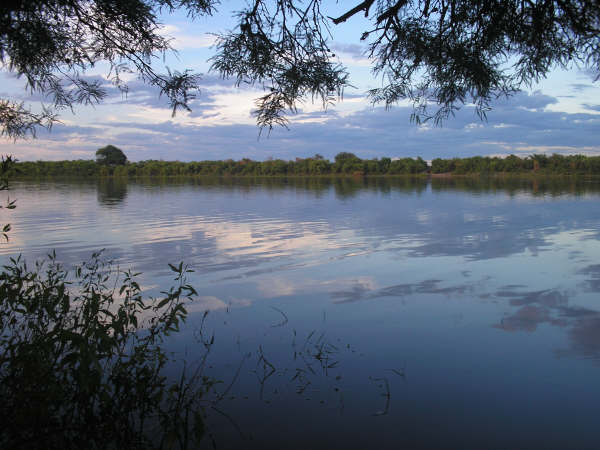
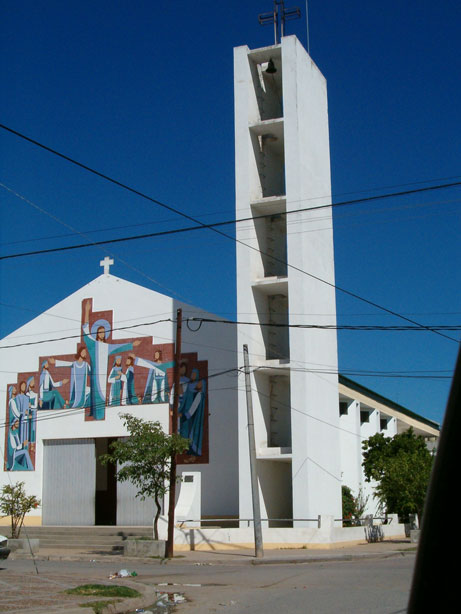
Katholieke kathedraal
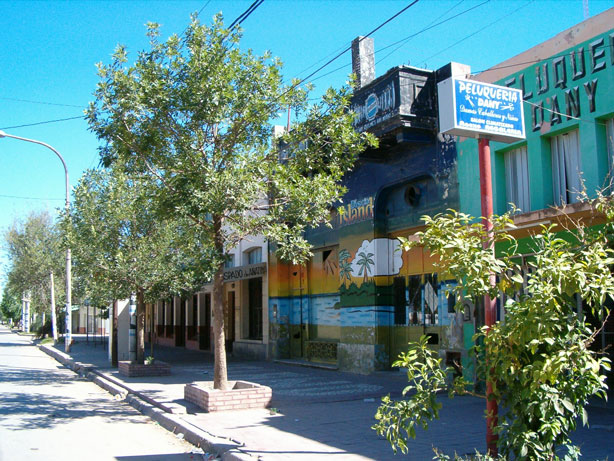